# 司隶校尉
司隶校尉是中国西汉、东汉、和西晋等朝代中的一个監察官職，其职责原本在于监督朝内的大臣與皇亲国戚，以及京都附近的京兆尹、左馮翊、右扶风、河東、河南、河内和弘農等七个郡的官员。司隸校尉的職權範圍與刺史相似，但是刺史是监督地方上的官员，而司隶校尉是监督中央的官员，因此在地位上高於刺史。
东汉时，司隶校尉部成为正式行政区，治所在首都雒陽，管辖范围包括今天的河北南部、河南北部、山西南部和陕西渭河平原，是东汉十三州之一，曹魏後改称司州。西晋沿用，仍治都城洛阳。
漢靈帝時，改刺史為州牧，州牧成為一級地方行政長官，職權在郡太守之上，掌握一州軍政大權，同時司隸校尉也成為中央地區的警備司令和民政長官，影響力比以往更加顯著，与朝内的尚书令、御史中丞等具有一样的地位。
东晋由於失去華北領土，废除了司隶校尉这个职位。
北魏、北齊改司隸校尉為司州牧。
北周有司隸下大夫，掌管奴隸及徒刑者，負責捕盜賊、囚禁之事，是大司寇的屬官（北周仿照古代司寇之職設立大司寇，掌管刑罰）。
隋煬帝置司隸臺，有司隸大夫一人，負責巡察。薛道衡任此職。司隸大夫下屬別駕二人，巡查畿內，一人按察東都（洛陽），一人按察京師（大興）。後又罷司隸臺；裴蘊任御史大夫時，為加強自己的權力，讓虞世基上奏，罷免了司隸、刺史及以下官屬，只留司隸從事之名，不常設，只是臨時選京官中清正廉明者「權攝」（代理）此職。
隋以後徹底廢除。

## 相關
- 司隶校尉部
- 校尉
- 司隸校尉列表